# Nicholas Kipkorir Chelimo
Nicholas Kipkorir Chelimo (* 8. Januar 1983) ist ein kenianischer Marathonläufer.
2006 wurde er Vierter beim Edinburgh-Marathon. Im Jahr darauf wurde er Zweiter beim Belgrad-Marathon und Fünfter beim JoongAng Seoul Marathon. Nach einem weiteren fünften Platz beim Enschede-Marathon 2008 verbesserte er sich im Herbst in Seoul auf den zweiten Rang. In der darauffolgenden Saison wurde er Sechster beim Daegu-Marathon, Fünfter beim Amsterdam-Marathon und Zweiter beim Honolulu-Marathon. 2010 siegte er beim Nagano-Marathon. 2013 siegte er beim Köln-Marathon in 2:09:45.

## Persönliche Bestzeiten
- Halbmarathon: 1:02:25 h, 6. September 2009, Glasgow
- Marathon: 2:07:46 h, 18. Oktober 2009, Amsterdam